# Sindrom karpalnog kanala
Sindrom karpalnog kanala je najčešći kanalikularni sindromi koji nastaje pritiskom na središnji živac (lat. nervus medianus) u području karpalnog kanala (lat. canalis carpi), a očituje se smanjenjem osjeta, boli, parestezijama (trnci, peckanje) i mišićnom slabošću u području šake i podlaktice.

## Anatomija
Nervus medianus u svom tok prolazi kroz karpalni kanal. Kosti pešča (lat. ossa carpi) čine žlijeb kanala, a četvrtasta sveza (lat. retinaculum flexorum) prekriva kanal. U kanalu se zajedno sa živcem nalazi devet tetiva, mišića fleksora prstiju. Smanjenje prostor ili povećanje sadržaja u kanalu mogu uzrokovati komprimiranje živca. 

## Simptomi
Prvi simptom obično je samnjenje osjeta u području šake koju inervira živac. Bol se javlja ili pojačava noću. Osjet mravinjanja ili peckanja mogu se izazvati promjenama položaja šake (najveća fleksija ili ekstenzija). S vremenom dolazi do razvoja mišićne slabosti i atrofije mišića.

## Uzroci
U većini slučajeva ne zna se uzrok - idiopatski. Poznati rizični faktor za nastanak bolesti je pojačana upotreba zgloba šake. Bolest se može javiti i zbog ozljede, tumora, stresa, neke druge sustavme bolesti (hematološke ili endokrine)) ili lijekova (diuretici, tireoidni hormon, hormoni kore nadbubrežne žlijezde).
Sindrom se češće javlja kod osoba koje dugotrajne rade za računalom i u nekim zemljama, npr. SADu smatraju se profesionalnom bolešću.

## Dijagnoza
Bolest se može postaviti na temelju kliničkog nalaza bolesti (poremećaji osjeta, smanje pokretljivosti i atrofija mišića palčane uzvisi tj. mišića tenara). U dijagnozi mogu pomoći klinički testovi: Phalenov test i Tinelov test. 

## Liječenje
U slučaju da je poznata osnovna bolest koja je uzrokovala sindrom karpalnog kanala, liječi se osnovna bolest. U konzervativne postupke liječenja ubraja se imobilizacija, lokalna primjena kortikosterioda i izbjegavanje kroničnog, ponavljanog traumatiziranja. 
U slučaju da je uzok sindroma mehanička kompresija, liječenje je kirurško (presjecanje retinaculum flexorum). 
|  | Molimo pročitajte upozorenje o korištenju medicinskih informacija. Ne provodite liječenje bez savjetovanja s liječnikom! |